# Natura abhorret a vacuo
Natura abhorret a vacuo (traduzione: la natura rifiuta il vuoto) è una frase latina usata in ambito filosofico, impropriamente attribuita al filosofo e matematico francese René Descartes.

## Teoria della materia
Con questa frase si esprimeva la concezione della materia nella visione della scuola aristotelica. In pratica, Aristotele negava la possibilità dell'esistenza del vuoto in aperto contrasto con la rivoluzionaria concezione degli atomisti legata a Leucippo e a Democrito.
Nella frase si può chiaramente denotare la visione filosofica che contraddistinse tutto il pensiero occidentale fino a Galileo Galilei, quindi, l'abbandono di una visione finalistica a favore di una deterministica dei fenomeni naturali. In pratica, mentre Democrito aveva anticipato la concezione della struttura molecolare della materia ammettendo atomi, vuoto e moto degli atomi (il termine atomo venne coniato proprio da Democrito), Aristotele negò tale visione imponendone una diversa, frutto di conseguenze logiche e filosofiche.